# Троль (фільм)
«Троль» (англ. Troll) — американська темна фентезійна комедія 1986 року режисера Джона Карла Бюхлера та продюсера Альберта Бенда.

## Синопсис
Злий король тролів у пошуках містичного персня, який здатен перетворити його на людину, вдирається в житловий комплекс Сан-Франциско, де живе могутня відьма.

## У ролях
| Актор              | Роль                  |
| ------------------ | --------------------- |
| Ноа Гетевей        | Гаррі Поттер молодший |
| Майкл Моріарті     | Гаррі Поттер старший  |
| Шеллі Хак          | Енн Поттер            |
| Дженні Бек         | Венді Енн Поттер      |
| Філ Фондакаро      | тролль Торок          |
| Сонні Боно         | Пітер Дікінсон        |
| Джун Локхарт       | Юніс Сен-Клер         |
| Джулія Луї-Дрейфус | Жанетт Купер          |
| Джон Карл Бюхлер   | чаклун                |
| Френк Велкер       | озвучення тролів      |

## Виробництво
Фільм знімався паралельно з «Телетерором» від Empire Pictures в Італії, на студії Stabilimenti Cinematografici Pontini поблизу Риму. Над обома постановками працювала та сама команда, зокрема Бюхлер як дизайнер ефектів, Романо Альбані як оператор і Річард Бенд як композитор. Ці два фільми вийшли в США з різницею в місяць.

## Випуск
Орієнтовний бюджет фільму становив від $700 000 до $1,1 млн. «Троль» вийшов у США 17 січня 1986 року на 959 екранах, заробивши 2 595 054 доларів за вікенд і посівши дев’яте місце в касових зборах.
Фільм вийшов на DVD 26 серпня 2003 року.

## Гаррі Поттер
З моменту виходу книг про Гаррі Поттера, починаючи з 1997 року, деякі причетні до створення фільму звинувачували Джоан Роулінг у "запозиченні" елементів з «Троля». Продюсер Чарльз Бенд в інтерв'ю заявляв, що "в «Тролі» є деякі сцени, не кажучи вже про ім'я головного героя, які передують книгам про Гаррі Поттера на багато років".